# خوسيه نارسيسو دياز
خوسيه نارسيسو دياز هو مبارز بالسيف كوبي، ولد في 31 أكتوبر 1950 في آرتميسا في كوبا.

## وصلات خارجية
- خوسيه نارسيسو دياز على موقع أوليمبيديا (الإنجليزية)